# مايكل وين
مايكل وين (بالإنجليزية: Michael Wynne)‏ هو ضابط وشخصية أعمال أمريكي، ولد في 4 سبتمبر 1944 في كليرواتر في الولايات المتحدة.

## وصلات خارجية
- مايكل وين على موقع إن إن دي بي (الإنجليزية)